# Prix Marcel Laurent
Prix Marcel Laurent är ett travlopp för 4-5-åriga varmblod som körs på Vincennesbanan i Paris varje år i november under det franska vintermeetinget. Det är ett Grupp 2-lopp, det vill säga ett lopp av näst högsta internationella klass. Loppet körs över 2100 meter med autostart. Förstapris är 54 000 euro.
Löpningsrekordet innehar hästen Face Time Bourbon på rekord tiden 1'09''8 som han satte vid 2020 års upplaga.

## Vinnare
| År   | Häst               | Land          | Efter             | Kusk                  | Tid    |
| ---- | ------------------ | ------------- | ----------------- | --------------------- | ------ |
| 2024 | Jushua Tree        | Frankrike     | Bold Eagle        | Jean-Michel Bazire    | 1.10,9 |
| 2023 | Idao de Tillard    | Frankrike     | Sévérino          | Clément Duvaldestin   | 1.11,0 |
| 2022 | Idao de Tillard    | Frankrike     | Sévérino          | Théo Duvaldestin      | 1.10,7 |
| 2021 | Ampia Mede SM      | Italien       | Ganymede          | Franck Nivard         | 1.10,5 |
| 2020 | Face Time Bourbon  | Frankrike     | Ready Cash        | Björn Goop            | 1.09,8 |
| 2019 | Vivid Wise As      | Italien       | Yankee Glide      | Björn Goop            | 1.10,7 |
| 2018 | Délia du Pommereux | Frankrike     | Niky              | Damien Bonne          | 1.10,9 |
| 2017 | Carat Williams     | Frankrike     | Prodigious        | David Thomain         | 1.11,3 |
| 2016 | Traders            | Italien       | Ready Cash        | David Thomain         | 1.10,1 |
| 2015 | Ave Avis           | Frankrike     | Kesaco Phedo      | Jean-Michel Bazire    | 1.11,8 |
| 2014 | Aladin d'Écajeul   | Frankrike     | Quaker Jet        | Éric Raffin           | 1.13,1 |
| 2013 | Victoire           | Frankrike     | Kitko             | Mathieu Mottier       | 1.12,0 |
| 2012 | Partout Simoni     | Danmark       | Jag de Bellouet   | Dominiek Locqueneux   | 1.10,8 |
| 2011 | Main Wise As       | Nederländerna | Yankee Glide      | Pierre Vercruysse     | 1.12,2 |
| 2010 | Ready Cash         | Frankrike     | Indy de Vive      | Franck Nivard         | 1.12,3 |
| 2009 | Ready Cash         | Frankrike     | Indy de Vive      | Franck Nivard         | 1.12,0 |
| 2008 | Première Steed     | Frankrike     | Workaholic        | Christophe Martens    | 1.11,8 |
| 2007 | Offshore Dream     | Frankrike     | Rêve d'Udon       | Pierre Levesque       | 1.12,0 |
| 2006 | Nippy Girl         | Frankrike     | Ginger Somolli    | Sébastien Baude       | 1.11,6 |
| 2005 | Dumle Loss         | Sverige       | Deliberate Speed  | Erik Adielsson        | 1.13,0 |
| 2004 | Love You           | Frankrike     | Coktail Jet       | Jean-Pierre Dubois    | 1,13,2 |
| 2003 | Simb Moonrunner    | Sverige       | Turbo Thrust      | Ulf Nordin            | 1.12,8 |
| 2002 | Gigant Neo         | Sverige       | Super Arnie       | Stefan Melander       | 1.13,4 |
| 2001 | Eller              | Sverige       | Flying Irishman   | Pierre Vercruysse     | 1.13,3 |
| 2000 | Ivulcania          | Frankrike     | Volcan            | Philippe Ferré        | 1.13,3 |
| 1999 | Général du Pommeau | Frankrike     | Sébrazac          | Jules Lepennetier     | 1.12,7 |
| 1998 | Mr Quickstep       | Sverige       | Mr Drew           | Ulf Nordin            | 1.15,1 |
| 1997 | Elvis de Rossignol | Frankrike     | Sancho Pança      | Joël Hallais          | 1.14,6 |
| 1996 | Echo               | Frankrike     | Qlorest du Vivier | Jean-Étienne Dubois   | 1.14,8 |
| 1995 | Lovely Godiva      | Sverige       | Idéal du Gazeau   | Per-Olof Pettersson   | 1.15,5 |
| 1994 | Cèdre du Vivier    | Frankrike     | Hêtre Vert        | Jean-Pierre Thomain   | 1.14,5 |
| 1993 | Iata Käll          | Sverige       | Ata Star L        | Torbjörn Jansson      | 1.16,0 |
| 1992 | Vourasie           | Frankrike     | Fakir du Vivier   | Bernard Oger          | 1.15,2 |
| 1991 | Verdict Gédé       | Frankrike     | Kagino            | Jean-Claude Hallais   | 1.16,0 |
| 1990 | Ténor de Baune     | Frankrike     | Le Loir           | Jean-Baptiste Bossuet | 1.15,2 |
| 1989 | Tabac Blond        | Frankrike     | Kidy              | Bernard Bédeloup      | 1.17,7 |
| 1988 | Sancho Pança       | Frankrike     | Chambon P         | Joël Hallais          | 1.16,5 |
| 1987 | Quiton du Coral    | Frankrike     | Chambon P         | Joël Hallais          | 1.18,0 |
| 1986 | Prince Royal       | Frankrike     | Fakir du Vivier   | Philippe Verva        | 1.15,7 |
| 1985 | Perrin Dandin      | Frankrike     | Grape Fruit       | Bernard Oger          | 1.16,1 |
| 1984 | Nevers             | Frankrike     | Chambon P         | Jan Kruithof          | 1.19,0 |
| 1983 | Minou du Donjon    | Frankrike     | Quioco            | Michel Roussel        | 1.17,0 |
| 1982 | Lurabo             | Frankrike     | Ura               | Michel-Marcel Gougeon | 1.17,5 |
| 1981 | Kisin              | Frankrike     | Vallenay          | Léopold Verroken      | 1.17,4 |
| 1980 | Jorky              | Frankrike     | Kerjacques        | Léopold Verroken      | 1.17,6 |
| 1979 | Idéal du Gazeau    | Frankrike     | Alexis III        | Eugène Lefèvre        | 1.16,9 |
| 1978 | Hague              | Frankrike     | Kerjacques        | Jean-René Gougeon     | 1.18,7 |
| 1977 | Hadol du Vivier    | Frankrike     | Mitsouko          | Jean-René Gougeon     |        |